# Hansa-Brandenburg C.I
Le Hansa-Brandenburg C.I est un biplan de reconnaissance monomoteur armé, conçu par Ernst Heinkel.

### Aéronefs comparables
- Albatros C.I
- Armstrong Whitworth F.K.8
- Royal Aircraft Factory R.E.8